# Alausí
Alausí – miasto w Ekwadorze, w prowincji Chimborazo, siedziba kontonu Alausí.